# Patrícia Aires
Patrícia Auxiliadora Ayres Loesch (São Paulo, 5 de outubro de 1962) é uma ex-atriz brasileira. É filha do ator Percy Aires e de dona Nair, professora de Educação Física e que foi diretora de colégio, por muitos anos, no bairro das Perdizes, na capital paulista São Paulo. Patrícia ainda era bem menina quando, por sua esplendorosa beleza, foi escolhida para estrelar a novela A Pequena Órfã e o filme homônimo.
A novela aconteceu na TV Excelsior e foi um sucesso. Patrícia estava com pouco mais de 5 anos e tinha lindos e longos cabelos loiros. O filme foi realizado algum tempo depois e a menina já estava um pouquinho maior. Grande parte da locação aconteceu na cidade da Grande São Paulo, em Embu das Artes. Nesse filme participaram entre outros, os atores Dionisio Azevedo (repetindo o personagem do bondoso "Velho Gui" que interpretara na telenovela) e Vida Alves.
Antes da novela "A Pequena Órfã", Patrícia já havia participado de "O Direito dos Filhos". E depois fez "A Menina do Veleiro Azul", "Meu Pedacinho de Chão" e "Rosa dos Ventos". A última novela de Patrícia Aires aconteceu em 1973 e foi na TV Tupi. As demais foram na TV Excelsior de São Paulo.
Embora tendo tudo para ser uma grande atriz, Patrícia preferiu se afastar e se dedicar a outras profissões, ao lado de seus irmãos e de sua mãe Nair.

## Atuação na televisão
| Ano  | Título                   | Personagem             |
| ---- | ------------------------ | ---------------------- |
| 1973 | Rosa dos Ventos          | Nina Rosa              |
| 1971 | Meu Pedacinho de Chão    | Pituca                 |
| 1969 | A Menina do Veleiro Azul | Glorinha               |
| 1968 | A Pequena Órfã           | Maria Clara "Toquinho" |
| 1968 | O Direito dos Filhos     | Nita                   |
| 1966 | Somos Todos Irmãos       | Violeta                |

## Atuação no cinema
- 1973 - A Pequena Órfã .... Toquinho[1]